# Министерство развития, общественных работ и управления Румынии
Министерство развития, общественных работ и управления Румынии (рум. Ministerul Dezvoltării, Lucrărilor Publice și Administrației) работает в области пространственного планирования, развития национального и регионального трансграничного, транснационального и межрегионального сотрудничества, городского и сельского планирования, управления и муниципального имущества развития, включая жилищное строительство, общественные работы и строительство жилья. Действующий министр с 15 июня 2023 года — Адриан Вештя.

## История
- Министерство развития, общественных работ и жилищного строительства
- Министерство регионального развития и туризма 2009
- Министерство регионального развития и государственного управления 2012

## Подчиненные ведомства
- Национальный центр снижения сейсмического риска
- Центр документации строительства, архитектуры, градостроительства и планирования
- Национальный институт исследований и развития строительного хозяйства
- Национальный научно-исследовательский институт городского и регионального планирования
- Национальное жилищная агентство
- Национальная инвестиционная компания